# Bo Lundgren
Bo Axel Magnus Lundgren, född 11 juli 1947 i Kristianstad, är en svensk politiker (moderat) och ämbetsman. Han var riksdagsledamot 1976–2004, statsråd i regeringen Carl Bildt (biträdande finansminister, skatte- och idrottsminister) 1991–1994, partiledare för Moderata samlingspartiet 1999–2003 samt riksgäldsdirektör och chef för Riksgäldskontoret 2004–2013.

## Biografi
Bo Lundgren är son till majoren Alf Lundgren (1913–1985) och Inez Nilsson (1918–2003). Han utbildade sig till reservofficer med examen den 1 december 1972 samt tillhörde Wendes artilleriregemente och blev kapten den 1 september 1978. Lundgren blev civilekonom vid Lunds universitet 1972 och var därefter lärare i företagsekonomi 1972–1975. Han bedrev skogsbruk från 1974 och var nämndeman i Mellankommunala skatterätten från 1977. Lundgren var ordförande i Moderata ungdomsförbundet i Kristianstads län 1971–1974, och styrelseledamot i Moderata samlingspartiets länsförbund i Kristianstads län från 1969 och andre vice ordförande i länsförbundet från 1984. 1976 valdes han in i Sveriges riksdag. I riksdagen verkade han främst i skatteutskottet, där han 1979–1988 var ledamot och 1988–1991 samt 1994–1999 vice ordförande.
Under sin tid som skatteminister, tillika biträdande finansminister, 1991–1994 ansvarade Bo Lundgren för bland annat bankstödet i samband med den dåvarande finanskrisen, vilket ledde till skapandet av Bankstödsnämnden och Securum. Krishanteringen har sedermera fått positiv uppmärksamhet internationellt.[källa behövs]
Lundgren efterträdde 1999 Carl Bildt som partiledare för Moderaterna. Lundgren gjorde sig som partiledare känd som en förkämpe för att sänka den svenska skattekvoten. I samband med att Moderaternas valmanifest 2002 presenterades skrev Lundgren:
| ” | Vänstern ser människan som svag, begreppet ”tillsammans” betyder helt enkelt att någon bestämmer åt dig. | „ |

I riksdagsvalet 2002 gjorde Moderaterna under Lundgrens ledning sitt sämsta val sedan 1973. Valresultatet på 15,3 procent innebar att partiet hade tappat en tredjedel av sitt väljarstöd jämfört med valet 1998. Partiet backade framför allt i storstäderna. Det har spekulerats i att det så kallade valstugereportaget, där flera moderata politiker uttryckte sig främlingsfientligt, var en bidragande orsak till valförlusten. Reportaget sågs av en miljon TV-tittare under veckan före valet. 
Efter valet ledde Lundgren en förnyelse av partiet genom att stora delar av det så kallade bunkergänget, kretsen kring företrädaren Carl Bildt, byttes ut och ersattes av en yngre generation, bland andra Fredrik Reinfeldt och Anders Borg. Lundgrens ställning i partiet var dock försvagad, och opinionssiffrorna för partiet fortsatt låga, och 1 april 2003 meddelade han att han skulle avgå vid den kommande partistämman. Den 25 oktober 2003, då Moderaterna hade 18 procent i Sifos väljarbarometer, valde partistämman Fredrik Reinfeldt till Lundgrens efterträdare.
Ett av Lundgrens sista uttalanden som partiledare, precis innan Moderaterna skulle omformas till de Nya Moderaterna, var följande:
| ” | Vi lever med ett politiskt system som varje dag dränerar människor på deras drivkrafter. Det som utgör grunden för varje utvecklat samhälle och ett växande välstånd: frihet och skaparkraft. | „ |

Lundgren lämnade sin riksdagsplats efter att han i juni 2004 utsetts till ny riksgäldsdirektör och chef för Riksgäldskontoret. Där fick han stor uppmärksamhet i samband med finanskrisen 2008–2009 då Riksgälden blev ansvarig myndighet för krishanteringen. Den 10 november 2008 drog Finansinspektionen in bankoktrojen för Carnegie Investment Bank som därmed kom att tvångsförvaltas av Riksgälden med Lundgren som huvudansvarig. Lundgrens erfarenheter från bankkrisen på nittiotalet togs i anspråk  bland annat när han framträdde i amerikanska kongressen och i Europaparlamentet.
2012 utsågs Lundgren till ordförande för Sparbanken Öresund, 2014 till ordförande i Sparbanksstiftelsen Finn och 2016 till ordförande i Öresundsbrokonsortiet.

## Utmärkelser
- H.M. Konungens medalj i 12:e storleken i Serafimerordens band (2006).[13]

- Hedersdoktor vid Ekonomihögskolan vid Lunds universitet (2010).[14]

- Terra Mariana-korsets orden i tredje klassen (2011).[15]